# Giuseppina Leone
Giuseppina Leone (Italia, 21 de diciembre de 1934) fue una atleta italiana especializada en la prueba de 4 x 100 m, en la que consiguió ser medallista de bronce europea en 1954.

## Carrera deportiva
En el Campeonato Europeo de Atletismo de 1954 ganó la medalla de bronce en los relevos de 4 x 100 metros, llegando a meta en un tiempo de 46.6 segundos, tras la Unión Soviética (oro con 45.8 s que fue récord de los campeonatos) y Alemania del Oeste (plata con 46.3 s).